# Alfred Kötzle
Alfred Kötzle (* 30. November 1946 in Bad Buchau) ist ein deutscher Wirtschaftswissenschaftler.
Alfred Kötzle studierte an der Eberhard Karls Universität Tübingen Volkswirtschaftslehre und promovierte 1979 zum Dr. oec. an der Universität Hohenheim. Seine Habilitation erfolgte wiederum an der Universität Tübingen 1991.
Von 1992 bis zu seiner Emeritierung 2012 lehrte er als Professor für Allgemeine Betriebswirtschaftslehre, insbesondere Controlling an der Europa-Universität Viadrina in Frankfurt (Oder). Von 2002 bis 2012 war er Vizepräsident der Universität.
Kötzle ist verheiratet und hat zwei Kinder.
Er engagiert sich politisch in der FDP und gehört dem FDP-Ortsvorstand Filderstadt an.